# 瓦洛里亚泰
瓦洛里亚泰（義大利語：Valloriate），是意大利库内奥省的一个市镇。总面积16平方公里，人口136人，人口密度8.5人/平方公里（2009年）。ISTAT代码为004235。